# Центр по борьбе с компьютерными инцидентами (Азербайджан)
Центр по борьбе с компьютерными инцидентами или CERT.gov.az (англ. Computer Emergency Response Team) — осуществляет координационную функцию по управлению и предотвращению компьютерных инцидентов в сетях, принадлежащих государственным органам Азербайджанской Республики. Центр действует в составе Государственной службы специальной связи и информационной безопасности Азербайджана. Центр по борьбе с компьютерными инцидентами представляет ежеквартальный отчет об оценке проделанной работы на местах и общей ситуации в целом.
Центр CERT.gov.az является членом правления Центра по борьбе с компьютерными инцидентами Организации исламского сотрудничества.

## Основные задачи центра
- Компьютерная безопасность — сбор и анализ информации о современных угрозах компьютерной безопасности от пользователей, производителей компьютерного оборудования и програмного обеспечения и аналогичных структур зарубежных стран, а также материалов, касающихся конкретных компьютерных инцидентов и эффективности програмных и технических средств, используемых для защиты компьютерных систем.
- Изучение и обобщение международного опыта в области компьютерной безопасности, разработка рекомендаций по применению наиболее эффективных программных и технических средств, обеспечивающих предотвращение случаев незаконного вмешательства в информационные системы пользователей в государственных органах, предоставление консультативных услуг и технической помощи пользователям.
- Предотвращение хакерских атак на компьютерные системы, оказание оперативной информации и экстренной помощи, предоставление своевременной информации пользователям сети интернет и других информационных систем, в том числе локальных и корпоративных систем, об угрозах компьютерной безопасности, а также оказание помощи государственным органам в расследовании компьютерных инцидентов.
- Консультирование по выбору технических средств для обеспечения компьютерной и програмной безопасности, сотрудничество с поставщиками программного обеспечения при обнаружении дефектов и недостатков программных средств защиты компьютерных систем.
- Содействие при создании отделов информационной безопасности государственных предприятий и разработке соответствующих нормативных документов.
- Взаимодействие и сотрудничество, обмен информацией и опытом работы с соответствующими учреждениями, подразделениями «СЕРТ» в зарубежных странах по вопросам компьютерных преступлений и правового обеспечения информационной безопасности.
- Взаимодействие с соответствующими подразделениями государственных органов для своевременного получения необходимой информации о компьютерных инцидентах, а также оказания помощи и рекомендаций по предотвращению компьютерных нарушений (хакерские и вирусные атаки).

## Функции центра
Для выполнения возложенных на него задач центр выполняет следующие функции:
- Своевременно предотвращает атаки на информационную систему, помогая пользователям информационных систем и сети Интернет.
- Осуществляет интерактивную информационную деятельность с пользователями через сайт центра, размещает на сайте перечень программных средств защиты компьютерных систем, рекомендуемых к использованию.
- Центр гарантирует, что не будет раскрывать информацию третьему лицу без согласия пользователя.
- Центр несет ответственность за выполнение возложенных на него обязанностей в соответствии с законодательством Азербайджанской Республики, а также за представляемую и распространяемую информацию в пределах своих полномочий.[6]
- Центр не имеет права приостанавливать работу тех или иных систем и ресурсов, но оставляет за собой право передать их соответствующим правоохранительным органам для решения указанных вопросов.
- Центр не несет ответственности за ошибки, ущерб, другие виды прямых или косвенных потерь, которые могут возникнуть по вине пользователей в результате неправильного понимания полученной от него информации.

## Компьютерные инциденты, рассмотренные центром
В своей деятельности центр рассматривает и обрабатывает следующие компьютерные инциденты:
- атаки, которые могут привести к нарушению работы базовых узлов сети и крупных серверных ресурсов, потере системной информации или дискредитации
- любые сетевые атаки, направленные на получение административных привилегий
- DoS и DoS-атаки на информационные ресурсы государственных органов и отдельных хостов
- целенаправленная рассылка компьютерных вирусов, уничтожение систем защиты информационных сетей, в том числе вредоносных программ
- сканирование национальных информационных сетей и хостов
- подбор и перехват паролей и другой аутентификационной информации
- несанкционированное использование информационных ресурсов

## Лаборатория исследованиявредоносных программ
Лаборатория исследования вредоносных програм (англ. Malware Research Lab) — подразделение, действующее в области анализа и расследования вредоносного ПО в составе Центра по борьбе с компьютерными инцидентами Государственной службы специальной связи и информационной безопасности Азербайджанской Республики.
Лаборатория была создана экспертами в области анализа вредоносного програмного обеспечения. Основной целью лаборатории является поддержка развития этой области путем обеспечения анализа, наблюдения и расследования вредоносного програмного обеспечения, нацеленного на государственные органы Азербайджана и объекты критической информационной инфраструктуры, а также обучение пользователей и проведение первоначального анализа.
Основная задача лаборатории исследования вредоносных программ — обеспечение безопасности информационных ресурсов государственных органов от злонамеренных атак.